# Kamenná, Šumperk
Kamenná là một làng thuộc huyện Šumperk, vùng Olomoucký, Cộng hòa Séc.